# 窦冢遗址
窦冢遗址，位于山东省德州市禹城市石屯乡窦庄村西，是中华人民共和国山东省文物保护单位之一。
1992年6月12日，授予山东省文物保护单位，是一座古遗址。